# شيخ سيسيه
شيخ سيسيه هو لاعب كرة قدم مالي في مركز الهجوم، ولد في 25 أكتوبر 1987 في مالي. لعب مع موروكا سوالوز.